# Nordkapp
Nordkapp (Samisch: Davvinjárga ) is een gemeente in de Noorse provincie Finnmark. De gemeente telde 3224 inwoners in januari 2011.
De meeste mensen leven in vissersdorp Honningsvåg, dat fungeert als het bestuurlijk centrum van de gemeente. Nordvågen, Kamøyvær, Skarsvåg en Gjesvær zijn andere plaatsen.
De gemeente omvat hoofdzakelijk het eiland Magerøya, maar ook delen van het vasteland ten oosten en westen van de fjord van Porsangen.

## Bezienswaardigheden
Het beroemdste punt van de gemeente, waar deze naar vernoemd is, is de Noordkaap. Deze 307 meter hoge klip wordt ook omschreven als het noordelijkste punt van Europa. Jaarlijks bezoeken ongeveer 200.000 toeristen de Noordkaap gedurende de twee tot drie maanden van de zomer. Officieel is het nabijgelegen punt Knivskjellodden in feite het noordelijkste punt. Dit ligt 1500 meter noordelijker dan de Noordkaap.
De Noordkaap dankt zijn naam aan Richard Chancellor. In 1553 maakte hij een ontdekkingsreis om een overzeese route te vinden voor de noordoostelijke passage.

## Plaatsen in de gemeente
- Gjesvær
- Honningsvåg
- Nordvågen
- Kamøyvær
- Skarsvåg

Alta · Båtsfjord · Berlevåg · Gamvik · Hammerfest · Hasvik · Karasjok · Kautokeino · Lebesby · Loppa · Måsøy · Nesseby · Nordkapp · Porsanger · Sør-Varanger · Tana · Vadsø · Vardø